# غابي ليلاند
غابي ليلاند (بالإنجليزية: Gabe Leland)‏ هو سياسي أمريكي، ولد في 28 سبتمبر 1982 في ديترويت في الولايات المتحدة. حزبياً، نشط في الحزب الديمقراطي. وقد انتخب عضو مجلس نواب ميشيغان ‏.